# 십왕 전투
십왕 전투(산스크리트어: दाशराज्ञयुद्धम्, IAST: Dāśarājñá yuddhá)는 리그베다 제7권에서 처음 언급되었으며, 바라타족의 라자인 수다스와 부족 연합군 사이에 벌어졌다. 이 전투는 바라타족의 결정적인 승리로 끝났고, 이후 쿠루 왕국이 형성되었다. 리그베다에 언급된 십왕 전투는 마하바라타의 쿠루크셰트라 전쟁 이야기의 '핵심'을 형성했을 수 있다.

## 전투
리그베다 제3권은 바라타족이 베아스강과 수틀레지강을 건너 (미래의) 쿠루크셰트라 지역으로 이동했으며, 그곳에서 초기 (그리고 일시적인) 부족 간 연합과 마주쳤다고 언급한다. 이 연합은 제7권 18번째 찬가(5-21절)에 묘사된 전투에서 맞섰다. 정확한 동기는 불분명하다. 마이클 비첼은 부족 내 불만이나 쫓겨난 사제의 음모의 결과일 수 있다고 주장하는 반면, 란비르 차크라바르티는 전투가 아마도 관개의 생명선이었던 강을 통제하기 위해 벌어졌을 것이라고 주장한다. 찬가들은 또한 연합 부족들이 바라타족으로부터 소를 훔치려 했다고 언급한다.
비첼이 찬가 중 가장 "상세하고 독창적인 재해석"을 했다고 평가하는 한스-페터 슈미트는 리그베다 전체에서 풍부하게 사용된 냉소적인 암시, 비유, 말장난을 통해 부족 연합을 조롱하는 독특한 시적 순간을 발견한다. 이러한 암시 중 일부는 맥락에 따라 매우 특수하며 (여전히) 인식되지 않고 있다. 사용된 수사법 및 기타 시적 장치에 비추어 특정 단어의 해석에 상당한 논란이 존재한다.

## 1단계
전투의 1단계는 쿠루크셰트라 서쪽의 마누사 마을 근처 라비강(당시 파루스니강) 강둑에서 벌어졌다. 리그베다에는 바라타족 왕과 그들의 사제가 각각 수다스 파이자바나와 바시스타로 언급되지만, 사마베다와 야주르베다 삼히타에서는 이름이 바뀐다. 주된 적대자는 불분명하며, 참여 부족들의 이름은 음운 변형 때문에 복원하기 어렵다. 부족 연합의 그럴듯한 교전국에는 (순서대로) 푸루족(바라타족의 이전 지배 부족), 야두족(아마도 투르바사에 의해 지휘됨), 야크수족(비교적 중요하지 않거나 야두족의 말장난), 마츠야 왕국, 드루휴족, 파크타족, 발라나족, 알리나족, 비샤닌족, 시바족, 바이카르나족, 그리고 아누족이 포함된다.
수적으로는 불균형한 전투였지만 (이 점은 찬가에서 여러 번 강조된다), 수다스는 강둑의 둑을 전략적으로 터뜨려 대부분의 (?) 적들을 익사시킴으로써 부족 연합에 결정적인 승리를 거두었다. 이러한 급작스러운 전세 역전은 바라타족의 수호신인 인드라의 자비와 전략에 기인하며, 인드라의 축복은 바시슈타의 시로 확보되었다.

## 2단계
그 후 전투지는 (아마도) 야무나강 강둑으로 옮겨졌으며, 그곳에서 현지 족장 비다는 아자족, 시그라족, 야크수족의 세 부족과 함께 패배했다.

## 여파
십왕 전투로 인해 바라타족은 서부 펀자브(당시 판차나다)의 사라스바티강을 중심으로 한 푸루족의 전 영토를 점령하고 동쪽으로의 이주를 완료했다. 수다스는 북쪽, 동쪽, 서쪽의 적들로부터 자유로운 영역을 기념하기 위해 아슈바메다 의식으로 승리를 축하했다. 그는 남쪽의 칸다바 숲에 여전히 적들이 있었는데, 이곳은 경멸받는 (인도-아리아인인지 비인도-아리아인인지 불분명한) 키카타족이 거주하고 있었다.
푸루족과 바라타족 사이에 정치적 재편이 곧 뒤따랐을 것이며, 이는 부족 연합의 다른 파벌들도 포함했을 수 있다. 이는 리그베다의 핵심 수집물이 양측의 씨족 찬가를 두드러지게 특징으로 한다는 점에서 드러난다.
이 영토는 결국 리그베다 시대 이후 쿠루족 치하에서 최초의 인도 아대륙 "국가"가 되었다. 이곳은 브라만 문화와 순수성의 중심지가 되었고, 이는 결국 인도 문화에 영향을 미치고 변형시키며 지역 전통과 합쳐져 브라만교로 발전했다. 푸루족은 펀자브에서 미미한 세력으로 살아남았다. 비첼과 일부 다른 학자들은 포로스(기원전 300년대 초)가 같은 부족 출신의 왕이라고 믿는다.

## 역사성
카를 프리드리히 겔트너를 포함한 1800년대 이후의 수많은 번역가들은 구절의 서술적 특징을 바탕으로 이 전투를 역사적 사건으로 간주해 왔다. 비첼은 이 전투를 약 기원전 1450년에서 1300년 사이로 추정하며, 관련 찬가들을 후기 삽입물로 간주한다. 스테파니 W. 제이미슨은 전투에 대한 묘사가 "모호하기 짝이 없기" 때문에 이를 역사를 재구성하는 주요 자료로 사용하는 것에 대해 경고한다.
비첼과 제이미슨 모두 바로 다음 찬가(7.19, 3절)에서 인드라가 수다스와 땅을 얻은 푸루족을 돕는 충성심의 놀라운 변화를 보여준다고 본다.
스테파니 W. 제이미슨은 리그베다에서 가장 유명한 역사적 갈등으로, 바라타족이 베다 부족들에 대한 우위를 확보한 것이라고 언급하며, 비첼도 마찬가지다.

## 쿠루크셰트라 전쟁의 원형일 가능성
비첼은 이 전투가 마하바라타에 서술된 쿠루크셰트라 전쟁의 유력한 원형/프로토타입이라고 언급한다. 존 브록킹턴도 비슷한 접근 방식을 취한다. S. S. N. 머시(S. S. N. Murthy)는 이 전투를 쿠루크셰트라 전쟁의 "핵심"으로 제안하기까지 하며, 발터 루벤도 비슷한 입장을 취한다. 그러나 비첼은 마하바라타의 핵심 텍스트가 후기 베다 시대의 어떤 사건에 대한 묘사라고 주장한다. 이는 수세기 동안 전승되고 재창조되면서 (아마도) 십왕 전투를 반영하도록 재형성(및 확장)되었다. 알프 힐테바이트엘은 비첼과 브록킹턴의 주장을 "당황스러운 상상"이라며 반박하고, 이 전투를 마하바라타의 "형제 살해 투쟁"과 연결할 수 있는 수단이 완전히 없다고 지적한다.

## 같이 보기
- 쿠루크셰트라 전쟁
- 마하바라타
- 마하바라타의 역사성

### 설명주
1. ↑  제3권은 바라타족의 사제 비슈바미트라가 저술했으며 전투에 대한 언급이 없다. 제7권은 비슈바미트라를 대신한 바시스타가 저술했다. 그러나 제이미슨은 리그베다에 바시스타-비슈바미트라의 불화에 대한 증거가 없다고 부정한다.[3]
2. ↑  카를 프리드리히 겔트너는 베다로 잘못 판단했다. 비첼은 트라사다스유를 제안한다. 팔리하와다나는 트라사다스유의 아버지인 푸루쿠트사를 제안한다.[12]

### 참조주
1. ↑  Witzel, Michael (2000). "The Languages of Harappa". In Kenoyer, J.. Proceedings of the conference on the Indus civilization.
2. ↑  Witzel, Michael (2020). 〈4. Early Indian history: Linguistic and textual parametres〉. 《The Indo-Aryans of Ancient South Asia》. 85–125쪽. doi:10.1515/9783110816433-009. ISBN 978-3-11-081643-3. 2021년 8월 12일에 원본 문서에서 보존된 문서. 2021년 4월 12일에 확인함.
3. 1 2 3 4 5 6 7 8 9 10 11 12  Brereton, Joel P.; Jamison, Stephanie W., 편집. (2014). 《The Rigveda: The Earliest Religious Poetry of India》 I. Oxford University Press. 880, 902–905, 923–925, 1015–1016쪽. ISBN 9780199370184.
4. ↑  Witzel, Michael (1997). 《The Development of the Vedic Canon and its Schools: The Social and Political Milieu》 (PDF). 《Harvard Oriental Series, Opera Minora》 2. 264쪽.
5. ↑  Witzel, Michael (2020). 〈4. Early Indian history: Linguistic and textual parametres〉. 《The Indo-Aryans of Ancient South Asia》. 85–125쪽. doi:10.1515/9783110816433-009. ISBN 978-3-11-081643-3. 2021년 8월 12일에 원본 문서에서 보존된 문서. 2021년 4월 12일에 확인함.
6. 1 2  Murthy, S. S. N. (2016년 9월 8일). 《The Questionable Historicity of the Mahabharata》. 《Electronic Journal of Vedic Studies》 10. 1–15쪽. doi:10.11588/ejvs.2003.5.782. ISSN 1084-7561. 2019년 1월 26일에 원본 문서에서 보존된 문서. 2019년 1월 26일에 확인함.
7. 1 2 3 4 5 6 7 8 9 10 11 12 13 14 15 16 17  Witzel, Michael (1995). 〈4. Early Indian history: Linguistic and textual parametres〉.   Erdosy, George. 《The Indo-Aryans of Ancient South Asia: Language, Material Culture and Ethnicity》. Indian Philology and South Asian Studies (영어). De Gruyter. 85–125쪽. doi:10.1515/9783110816433-009. ISBN 978-3-11-081643-3. S2CID 238465491. 2021년 8월 12일에 원본 문서에서 보존된 문서. 2021년 4월 12일에 확인함.
8. ↑  Sinha, Kanad (2015). 《PROFESSOR V.K. THAKUR MEMORIAL PRIZED PAPER: WHEN THE BHŪPATI SOUGHT THE GOPATI'S WEALTH: LOCATING THE "MAHĀBHĀRATA ECONOMY》. 《Proceedings of the Indian History Congress》 76. 67–68쪽. ISSN 2249-1937. JSTOR 44156566. 2021년 4월 12일에 원본 문서에서 보존된 문서. 2021년 4월 12일에 확인함.
9. 1 2 3 4 5 6  Schmidt, Hans-Peter (March 1980). 《Notes on Rgveda 7.18.5–10》. 《Indica》 17. 41–47쪽. ISSN 0019-686X.
10. 1 2 3  Stuhrmann, Rainer (2016년 10월 11일). 《Die Zehnkönigsschlacht am Ravifluß》. 《Electronic Journal of Vedic Studies》 (독일어) 23. 1–61쪽. doi:10.11588/ejvs.2016.1.933. ISSN 1084-7561. 2021년 12월 22일에 원본 문서에서 보존된 문서. 2021년 4월 15일에 확인함.
11. 1 2  Brereton, Joel P.; Jamison, Stephanie W., 편집. (2020). 《The Rigveda: A Guide》. Oxford University Press. 34쪽. ISBN 9780190633363.
12. ↑  Palihawadana, Mahinda (2017).  Mumm, Peter-Arnold; West, Tina, 편집. 《The Indra Cult as Ideology A Clue to Power Struggle in an Ancient Society》. 《Electronic Journal of Vedic Studies》 24. 51쪽.
13. 1 2 3  Witzel, Michael (1997). 《The development of the Vedic canon and its schools: the social and political milieu》. 《crossasia-repository.ub.uni-heidelberg.de》. 263, 267, 320쪽. doi:10.11588/xarep.00000110. 2021년 8월 12일에 원본 문서에서 보존된 문서. 2021년 4월 15일에 확인함.
14. ↑  Witzel, Michael (2000). 《The Languages of Harappa: Early Linguistic Data and the Indus civilization》. 37쪽. doi:10.11588/xarep.00000120. 2022년 1월 11일에 원본 문서에서 보존된 문서. 2021년 4월 12일에 확인함.
15. ↑  Witzel, Michael (1997). 〈Early Sanskritization Origins and Development of the Kuru State〉.   Kölver, Bernhard. 《Recht, Staat und Verwaltung im klassischen Indien / The State, the Law, and Administration in Classical India》. Schriften des Historischen Kollegs. Oldenbourg Wissenschaftsverlag. doi:10.1524/9783486594355. ISBN 978-3-486-59435-5. 2021년 4월 12일에 원본 문서에서 보존된 문서. 2021년 4월 12일에 확인함.
16. 1 2  Hiltebeitel, Alf (2001년 10월 30일). 〈Introduction〉. 《Rethinking the Mahabharata: A Reader's Guide to the Education of the Dharma King》 (영어). University of Chicago Press. 2쪽. ISBN 978-0-226-34054-8.
17. ↑  Ruben, Walter (1977). 《KṚṢṆA, PARIS, AND SEVEN SIMILAR HEROES》. 《Annals of the Bhandarkar Oriental Research Institute》. 58/59. 299쪽. ISSN 0378-1143. JSTOR 41691699. 2021년 4월 12일에 원본 문서에서 보존된 문서. 2021년 4월 12일에 확인함.
18. ↑  Hiltebeitel, Alf (2000년 6월 1일). 《John Brockington, The Sanskrit Epics》. 《Indo-Iranian Journal》 (영어) 43. 162쪽. doi:10.1163/000000000124993958. ISSN 1572-8536. S2CID 189772160.